# 坪村南山戰鬥
坪村南山戰鬥，是中国人民志愿军在朝鲜战争的1953年夏季反击战役中的一次营级“拔点”出击作战，歼灭英军一个步兵连。
该山位于朝鲜陆地战线的西线，距离临津江北岸7～8公里，“联合国军”称之为“鐵鉤”（Hook）高地。1953年5月12日至28日，该山及附近阵地由英军蘇格蘭高地警衛團黑衛士1營（The Black Watch）防守。从5月19日起中国人民志愿军第46军使用炮兵对苏格兰高地警卫团的阵地猛烈炮击，共计约9000发炮弹。黑衛士1營約12名士兵阵亡、73人负伤、20人失踪。5月28日英国陆军第29旅威灵顿公爵团接防黑衛士1營的阵地防务。志愿军猛烈炮击接防过程中的英军威灵顿公爵团，据英军统计5月28日至29日志愿军发射11000发榴弹，英军公爵团接防中遭榴弹炮与迫击炮杀伤伤亡了58人。威灵顿公爵团1营第4连防守坪村南山主阵地。接防当晚（1953年5月28日晚），中国人民志愿军第46军第133师第399团使用2个连的兵力，在76门火炮支援下，兵分3路向坪村南山的威灵顿公爵团第1营第4连发起进攻。经两个多小时激战，全歼守军，占领该山英军阵地，毙伤英军160余人，俘21人。英国陆军第29旅威灵顿公爵团第4连被全歼。
英军统计的围绕鐵鉤高地的阵地防守、反攻收复阵地战斗中的英军伤亡损失情况：
- 英军的“公爵团”数据是3名军官及17名士兵阵亡、2名军官及80名士兵受伤、20人失踪。
- 皇家炮兵第20野炮团：2死4伤；
- 皇家炮兵第61轻炮团：1死7伤；
- 国王团（The King's Regiment）：7伤；
- 黑衛士（The Black Watch）第1营：1伤（配属于威灵顿公爵团）
- 英聯邦師附編韓兵（英语：Korean Augmentation to the Commonwealth Division）人員：1死
- 总计：24死、105伤、20失踪。